# Rynkeby
Rynkeby – miasto w Danii, w regionie Dania Południowa, w gminie Kerteminde.